# Toni, en famille
Toni, en famille és una pel·lícula francesa dirigida per Nathan Ambrosini que es va estrenar el 2023 i dura 96 minuts. És una comèdia familiar i és protagonitzada per Camillie Cottin, Léa Lopez, Thomas Gioria i Louise Labèque.